# Oda de Misnie
Oda de Misnie (en allemand : Oda von Meißen ; en polonais : Oda Miśnieńska), née vers 996 et morte après 1025, était la plus jeune fille du margrave Ekkehard Ier de Misnie. Par son mariage avec Boleslas Ier de Pologne de la maison Piast, elle devient duchesse des Polanes et plus tard la première reine de Pologne. 

## Biographie
Fille cadette du margrave Ekkehard Ier et de son épouse Suanichilde Billung, une fille du duc Hermann Ier de Saxe, Oda est issue d'une des familles les plus puissantes dans le Saint-Empire romain germanique. Son père était un proche de l'empereur Otton III et candidat potentiel à sa succession en 1002 ; néanmoins, il fut assassiné peu après. Le frère aîné d'Oda, Hermann Ier, se maria à Reglindis, fille de Boleslas Ier de Pologne ; en 1009, il succéda en tant que margrave de Misnie.

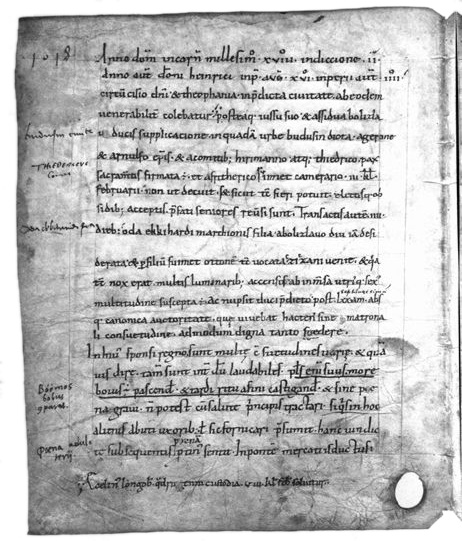
Rapport sur le mariage d'Oda et Boleslas Ier, du Chronique de Dithmar, vers 1018.

Le 30 janvier 1018 la paix de Bautzen, qui met fin à la guerre germano-polonaise, est signé entre l'empereur Henri II et Boleslas Ier, duc des Polanes, grand vainqueur du conflit, qui maintient sa souveraineté sur la majeure partie des marches de Lusace et de Misnie (le pays des Milceni) et qui reçoit également l'aide militaire de l'empereur dans son expédition contre Iaroslav le Sage, grand-prince de la Rus' de Kiev.
Au cours des négociations de paix dans le château d'Ortenbourg à Bautzen, il est décidé que Boleslas Ier, alors veuf, renforce ses liens dynastiques avec la noblesse germanique par un nouveau mariage. C'est Oda, la sœur cadette du margrave Hermann de Misnie et la fille d'Ekkehard Ier, ancien allié du duc polonais, qui est choisie. Le mariage a lieu le 3 février, soit quatre jours après la signature du traité de paix, au château de Cziczani, la résidence des Piast en Basse-Lusace. Le chroniquer Dithmar de Mersebourg a fourni des informations sur les événements ; il a toutefois brossé un tableau critique du couple.
Selon les Annales de Jan Długosz (1415-1480), Boleslas Ier et son épouse sont couronnés comme reine et roi de Pologne le 18 avril 1025. Boleslas est décédé peu après, le 17 juin ; le sort ultérieur d'Oda n'est pas connu.

## Descendance
Une fille naît de l'union d'Oda et Boleslas : Mathilde de Pologne (pl) (née entre 1018 et 1025 - morte après 1036).

## Sources
- (en) Cet article est partiellement ou en totalité issu de l’article de Wikipédia en anglais intitulé « Oda of Meissen » (voir la liste des auteurs).